# بوچیچ
بوچیچ (به صربی: Beočić) یک منطقهٔ مسکونی در صربستان است.